# Insomniatic
Insomniatic je album ameriškega dueta Aly & AJ. Izšel je 2007 pri založbi Hollywood Records.

## Seznam skladb
1. "Potential Breakup Song" - 3:39
2. "Bullseye" - 3:02
3. "Closure" - 2:50
4. "÷[a]" - 3:44
5. "Like It or Leave It" - 3:17
6. "Like Whoa" - 2:31
7. "Insomniatic" - 2:47
8. "Silence" - 3:33
9. "If I Could Have You Back" - 2:53
10. "Blush" - 3:33
11. "Flattery" - 4:08
12. "I'm Here" - 4:06
13. "Chemicals React" (Remix) - 2:55